# غزغزارة سفلي (مقاطعة دهغلان)
غزغزارة سفلي (بالفارسية: گزگزاره سفلی) هي قرية تقع في Bolbanabad District في إيران. يقدر عدد سكانها بـ 205 نسمة بحسب إحصاء 2016.